# Université du Colorado à Boulder

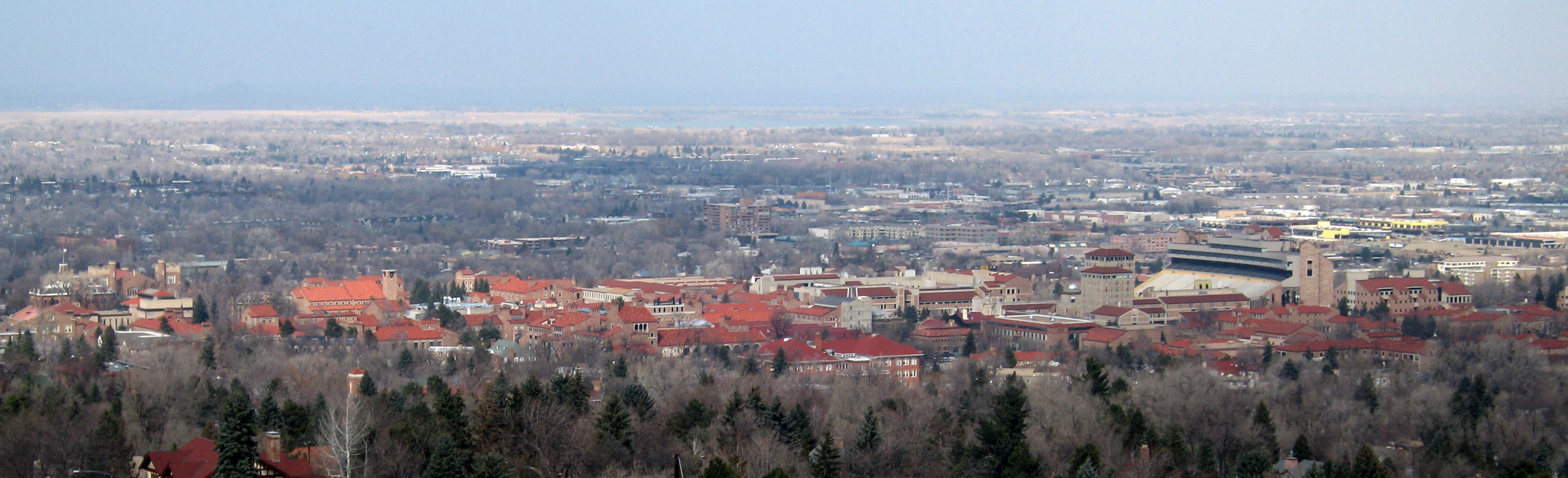
Vue du campus de l'université.

L'université du Colorado à Boulder (appelée officiellement en anglais University of Colorado Boulder, non officiellement University of Colorado at Boulder et surnommée CU-Boulder, CU, Boulder ou Colorado) est une université américaine située à Boulder (Colorado).
Dans le domaine sportif, les Buffaloes du Colorado défendent les couleurs de l'université du Colorado à Boulder.

## Histoire
L'université est créée en 1870, six ans après la création  de l'État du Colorado. Elle est construite sur 30 hectares (300 000 mètres carrés). En 1872, le campus est agrandi et passe à 80 hectares (800 000 mètres carrés).

## Campus et centres de recherche
Le Laboratory for Atmospheric and Space Physics (LASP) participe à de nombreuses missions d'exploration du système solaire.
Le National Snow and Ice Data Center, ou NSIDC, est un centre d'information et de référence des États-Unis à l'appui de la recherche polaire et cryosphérique. Il fait partie de l'Institut Coopératif de Recherche en Sciences de l'Environnement (CIRES).

## Personnalités liées à l'université
- Alice Mossie Brues (1913-2007), anthropologue physique américaine, y fut professeure.
- Albert Allen Bartlett (1923-2013), physicien, y fut professeur.
- John Amos (1939-), acteur.
- Holly Barnard, géographe et chercheuse en écologie.
- Chauncey Billups (1976-), joueur et entraîneur de basket-ball.
- Joan Brown, (1938-1990), artiste peintre, y fut professeur.
- Ernest R. House (1937-), universitaire spécialisé dans l'évaluation des politiques publiques et les politiques éducatives.
- Travis Hunter (2003-), joueur de football américain.
- Hale Irwin (1945-), golfeur.
- Anne Kjærsgaard (1933-1990), céramiste franco-danoise, y fut professeur invitée en 1976.
- Abdel Mottaleb al-Kazimi (1936-2021), homme politique koweïtien.
- William Leavitt (1941-), artiste conceptuel.
- Derek Vincent Smith (1981-), artiste de musique électronique.
- Thita Rangsitpol Manitkul (1966-), femme politique thaïlandaise.
- Jan Mycielski (1932-), mathématicien.
- Robert Redford (1936-), acteur.
- Anna O. Shepard (1903-1971), archéologue.
- Leon White, dit Big Van Vader ou Vader (1955-2018), catcheur.